# Salency
Salency är en kommun i departementet Oise i regionen Hauts-de-France i norra Frankrike. Kommunen ligger i kantonen Noyon som tillhör arrondissementet Compiègne. År 2022 hade Salency 900 invånare.

## Befolkningsutveckling
Antalet invånare i kommunen Salency
| Referens: INSEE |